# Driffield
Driffield – miasto i civil parish w Wielkiej Brytanii, w Anglii, w regionie Yorkshire and the Humber, w hrabstwie East Riding of Yorkshire, w dystrykcie (unitary authority) East Riding of Yorkshire. W 2011 roku civil parish liczyła 13 080 mieszkańców.